# La sumisa
La sumisa, La dulce o La mansa (en ruso, Кроткая [Krótkaya]) es una novela corta escrita por Fiódor Dostoyevski, publicada por primera vez en 1876.

## Descripción
El relato, escrito por Fiódor Dostoyevski y publicado por primera vez en 1876 en Diario de un escritor (Дневник писателя), consiste en la narración en primera persona de las vivencias y reflexiones de un atribulado prestamista, cuya mujer se ha suicidado. Apareció bajo un subtítulo traducible como «un relato fantástico» y ha sido apreciado por escritores como el noruego Knut Hamsun y el también ruso Mijaíl Saltykov-Shchedrín. Publicada con los títulos «La sumisa», «La mansa»,«La dulce» y «Timorata», la obra, que ha aparecido en inglés como «A Gentle Creature», ha sido también citada en castellano como «Una criatura gentil» o «La bondadosa».
La sumisa ha sido adaptada al cine en películas como Krótkaya (1960, de Aleksandr Borísov), Une Femme Douce (1969, de Robert Bresson), The Shade (1998, de Raphael Nadjari), With You, Without You (2012, de Prasanna Vithanage), Krótkaya (2017, de Serguéi Loznitsa).